# 马伊萨纳
马伊萨纳（義大利語：Maissana），是意大利拉斯佩齐亚省的一个市镇。总面积45平方公里，人口694人，人口密度15.4人/平方公里（2009年）。ISTAT代码为011018。